# 악자 누르베르디예바
악자 태지예브나 누르베르디예바(투르크멘어: Akja Täjiýewna Nurberdiýewa, 러시아어: Акджа Таджиевна Нурбердиева 아크자 타지예브나 누르베르디예바[*]; 1957년 ~ )는 투르크메니스탄의 정치인으로 2006년부터 2018년까지 투르크메니스탄 민주당 소속의 투르크메니스탄 의회 의장을 역임했다.

## 수상
- 구르반솔탄 에제 훈장
- 투르크메니스탄 독립 20주년 기념 메달
- 마그틈굴르 프라그 메달 (2014년)